# NGC 3309
NGC 3309 (другие обозначения — ESO 501-36, MCG −4-25-34, AM 1034—271, PGC 31466) — эллиптическая галактика (E3) в созвездии Гидра.
Этот объект входит в число перечисленных в оригинальной редакции «Нового общего каталога».
Галактика NGC 3309 входит в состав группы галактик NGC 3314B. Помимо NGC 3309 в группу также входят ещё 32 галактики. В свою очередь группа входит в крупное скопление Гидры. С галактикой NGC 3311 происходит гравитационное взаимодействие с обменом звёзд. Также есть признаки недавнего взаимодействия NGC 3309 с галактикой NGC 3312
Галактика обладает активным ядром и относится к  радиогалактикам. Из её центра выходят два  радиоджета. Первый джет оканчивается уширением, второй же двигается по прямой линии без расширения. На расстоянии около 3300 св. Лет (1 кпк) от ядра струя несколько сужается, образуя структуру, похожую на сопло Лаваля. Из галактики идет преобладающая часть радиоизлучения всего скопления.